# Historyja prawdziwa o przygodzie żałosnej książęcia finlandzkiego Jana i królewny polskiej Katarzyny
Historyja prawdziwa o przygodzie żałosnej Książęcia Jego M. Finlandzkiego Jana, już na ten czas Szweckiego, Gotskiego i Wandalskiego Krola, i Krolewny Jej M. Polskiej Katarzyny Małżonki jego – pierwsza polska historia Szwecji wydana anonimowo w 1570. Jej autorstwo przypisuje się Marcinowi Kromerowi, wykształconemu we Włoszech humaniście, dyplomacie i sekretarzowi królewskiemu oraz koadiutorowi, a potem biskupowi warmińskiemu.
Utwór, który przedstawia historię rodziców Zygmunta III Wazy – Jana III Wazy i Katarzyny Jagiellonki, wzorowany był na romansie pseudohistorycznym. Historyk literatury Julian Krzyżanowski wyraził się o nim: Ze względu na nikłą domieszkę składników fikcyjnych, pracę Kromera uznać by można raczej za szkic historyczny niż utwór powieściowy.
Wiedzę o Szwecji Kromer czerpał z książek Johannesa Magnusa (Historia de gentibus Gothorun Suecorumdue regibus, 1554) oraz jego brata, Olausa Magnusa (Historia de gentibus septentionalibus, 1555). Dzieje Jana i Katarzyny Kromer znał zapewne z korespondencji i dokumentów, do których miał dostęp jako sekretarz królewski. Kromer korespondował również z Katarzyną Jagiellonką.
Wydawcą dzieła był Tomasz Plaza, proboszcz kościoła św. Szczepana w Krakowie. Do historii przeszedł dzięki listom pisanym do Kromera, których część po zmiennych losach znalazła się w archiwach biskupów warmińskich, w Szwecji i Krakowie. Drukarzem dzieła był Mikołaj Szarffenberger, który przez 41 lat prowadził warsztat w Krakowie. Zadedykował on książeczkę Zofii (1540–1580) – córce Anny, ostatniej księżnej mazowieckiej z dynastii Piastów.